# 狄奥多尔·安格洛斯
狄奥多尔·安格洛斯（羅馬化：Theodōros Angelos）或译作塞奥多尔·安格洛斯，1289年继承父亲的领地统治色萨利，直至约1299年去世。
狄奥多尔是色萨利统治者约翰一世·杜卡斯与他修道院名为海波莫内（Hypomone，意为忍耐）的妻子的第三子。约翰约于1289年去世后，其次子君士坦丁·杜卡斯继位，狄奥多尔成为共治君主。一开始两兄弟都未成年，由伊庇鲁斯专制国的王后，拜占庭皇帝的亲属，两兄弟的伯母安娜·巴列奥略娜·坎塔库泽内摄政1295年，拜占庭皇帝安德洛尼卡二世赏给他“至尊者（Σεβαστοκράτωρ）”的头衔，他本计划迎娶亚美尼亚公主狄奥法诺（Theophano），但没有成功。后来他在战斗中曾被拜占庭将领米海尔·杜卡斯·格拉瓦斯·塔尔哈内欧特斯击败，并于约1299年去世。